# Offset (raper)
Offset, właśc. Kiari Kendrell Cephus (ur. 14 grudnia 1991 w Lawrenceville) – amerykański raper, pochodzący z miasta Lawrenceville, w stanie Georgia w USA. Jest członkiem trio Migos, do którego należy również Quavo i dawniej należał Takeoff.

## Kariera

### Początki
W roku 2009 Offset, Quavo i Takeoff założyli trio Migos. Offset jest kolegą Quavo ze szkoły, a Quavo jest wujkiem Takeoffa. Zespół został założony w hrabstwie Gwinnett.
Grupa większy rozgłos zyskała w 2013 po wydaniu singla „Versace”.

### 2015-2018: Debiutancki album, iCulturei gościnne występy
Debiutancki album grupy, „Yung Rich Nation”, został wydany w lipcu 2015 roku, wystąpili w nim również gościnnie Chris Brown i Young Thug. Album znalazł się na 17 miejscu na liście Billboard 200.
W 2017 ich piosenka „Bad and Boujee” stała się internetowym fenomenem, tworząc w ten sposób falę memów ze słowami „Rain drop, Drop top” które śpiewał Offset. Piosenka uplasowała się na pierwszym miejscu magazynu USA Billboard Hot 100, wielu krytyków uważało, że Offset dominował tę piosenkę. W 2017 roku trio wydało album Culture, który znalazł się na pierwszym miejscu listy USA Billboard 200.
Oprócz grupy Migos, Offset śpiewa solo i współpracuje z innymi artystami. W czerwcu 2017 r. pojawił się na singlu amerykańskiego DJ – Metro Boomina „No Complaints” razem z Drakiem, który znalazł się na 71 miejscu Billboard Hot 100, a we wrześniu dołączył do Macklemore’a w utworze „Willy Wonka” z albumu Gemini. Offset wydał album studyjny współpracując z amerykańskim raperem 21 Savage'em i producentem muzycznym Metro Boominem pt. Without Warning. Album został wydany 31 października 2017 i zadebiutował na 4. miejscu na liście Billboard 200 w USA.
26 stycznia 2018 roku, grupa wydała kolejny album studyjny Culture II, który zadebiutował na 1 miejscu Billboard 200. Udzielili się na nim m.in. Post Malone, Nicki Minaj, 21 Savage czy Travis Scott.
11 lutego 2019 r. Offset zapowiedział swój solowy album, ma on zostać wydany 22 lutego 2019 r.. 13 lutego został wydany utwór zapowiadający album, "Red Room" wraz z teledyskiem na YouTube, który po części opowiada o wypadku samochodowym Offseta z 19 maja 2018

### Inne przedsięwzięcia
W 2016 roku Offset (w tym Migos) pojawił się w odcinku serialu Donalda Glovera w Atlancie, który nadawany 13 września 2016 pt. Go For Broke. Zagrał także w kampaniach dla Bryce’a Barnesa i Lavati.

## Kontrowersje
W styczniu 2018 r. Offset został mocno skrytykowany za zaśpiewanie zwrotu zawierającego tekst; „Nie mogę wibrować z queerami”. Po tym, jak tekst został zrozumiany jako homofobiczny, przeprosił, mówiąc, że nie zamierza używać określenia „queer”, bo nie chce być kojarzony ze społecznością LGBT. Jego narzeczona, Cardi B powiedziała, że Offset nie wiedział, że termin „queer” jest związany z homofobią. Offset, przeprosił za swoją kontrowersyjną wypowiedź. Twierdził, że nie napisał tekstu.

### Problemy z prawem
Kiedy trio po raz pierwszy zyskało na popularności w 2013 roku, Offset został osadzony w więzieniu Dekalb County w Georgii za złamanie warunków zawieszenia, które otrzymał z powodu wcześniejszych wyroków skazujących za włamanie i kradzież.
18 kwietnia 2015 r. władze wtargnęły na koncert chłopaków na Georgia Southern University i aresztowały wszystkich trzech członków grupy, a także siedmiu członków ich otoczenia. Offset został oskarżony o posiadanie nieokreślonego narkotyku Schedule II, posiadanie marihuany, posiadanie broni palnej w szkolnej strefie bezpieczeństwa oraz posiadanie broni palnej podczas popełnienia przestępstwa.
2 maja 2015 Offset, podczas pobytu w areszcie, otrzymał dodatkowe zarzuty za napaść (ang. battery) i namawianie do zamieszek w areszcie po ataku na innego więźnia, powodując poważne obrażenia na jego ciele. Podczas przesłuchania w sprawie obligacji przed sędzią Sądu Najwyższego w Bulloch, Johnem R. Turnerem, 8 maja 2015 Offset został pozbawiony prawa do obligacji na podstawie wcześniejszych występków, a także tamtej walki w więzieniu. Podczas rozprawy dwóch członków otoczenia raperów również zostało pozbawionych obligacji, podczas gdy czterech innych otrzymało obligacje i nie mogli powrócić do Hrabstwa Bulloch. Sędzia wyznaczył warunek czterem osobom, które zostały zwolnione, aby nie kontaktowały się z nikim zaangażowanym w sprawę. Prawnik Offseta twierdził, że raper został niesłusznie zatrzymany przez organy ścigania, a oficerowie nie udowodnili własności broni palnej i nielegalnych narkotyków znalezionych w dwóch furgonetkach. Prokuratura odpowiedziała, że policja była obecna na koncercie dla bezpieczeństwa uczniów i ponieważ wiedziała do czego zdolni są raperzy.
Po ośmiu miesiącach spędzonych w areszcie, Offset został zwolniony 4 grudnia 2015 r. po przyjęciu umowy z Alford plea. Było w niej zapisane, że obniży ona koszty posiadanej broni i narkotyków w zamian za przyznanie się do namawiania do zamieszek w więzieniu, zapłacenie grzywny w wysokości tysiąca dolarów, odbywanie pięcioletniego okresu próbnego, a także zakaz wstępu do Hrabstw: Bulloch, Effingham, Jenkins i Screven.
17 marca 2016 r. Offset został aresztowany za prowadzenie pojazdu z bez licencji, ale został zwolniony następnego dnia.
5 kwietnia 2018 r. autobus grupy został zatrzymany w za wykroczenie drogowe w Północnej Karolinie. Policjanci przeszukali autobus i znaleźli 420 gramów marihuany, 26 uncji kodeiny i Xanax. Nikt z grupy nie został aresztowany, ale niektórzy w ich otoczeniu tak.
19 maja 2018 Offset potwierdził, że miał wypadek samochodowy na początku tygodnia. Raper opublikował serię zdjęć z wypadku na Instagramie, w tym samym dowód na jego poważnie uszkodzony samochód i obrażenia. Raper napisał: „Dlatego dziękuję codziennie Bogu, tego wypadku mogłem nie przeżyć dziękuję za te wszystkie modlitwy, wszystko co mogę powiedzieć to: Bóg istnieje, ratuje nasze życie.
20 lipca 2018 Offset został zatrzymany przez policję z powodu przyciemnianych szyb w swoim aucie. Policja zabrała go do aresztu, ponieważ podczas zatrzymania znalazła w jego samochodzie broń i narkotyki, ale wyszedł płacąc 17 000 dolarów kaucji.

## Życie prywatne
Offset jest chrześcijaninem, w wielu wywiadach podkreśla, że „Jezus zawsze jest na pierwszym miejscu”. Na lewym policzku ma wytatuowany krzyż., a nad prawią brwią napis: Błogosławiony.
W 2017 Offset zaczął spotykać się z amerykańską raperką Cardi B. 27 października 2017 Offset oświadczył się jej na żywo w Power 99's Powerhouse w Filadelfii w Pensylwanii.
5 grudnia Cardi B na swoim profilu na Instagramie oznajmiła, że ona i Offset nie są już razem.
Offset jest ojcem czwórki dzieci – ma dwóch synów Jordana i Kody’ego oraz dwie córki Kalei Marie i Kulture Kiari.

## Dyskografia

### Albumy kooperacyjne
- Without Warning (z 21 Savage'em i Metro Boominem) (2017) – złota płyta w Polsce[34]

### Albumy studyjne
- Father of 4 (2019)
- Set It Off (2023)
- Kiari (2024)